# Gosche von Buchwaldt

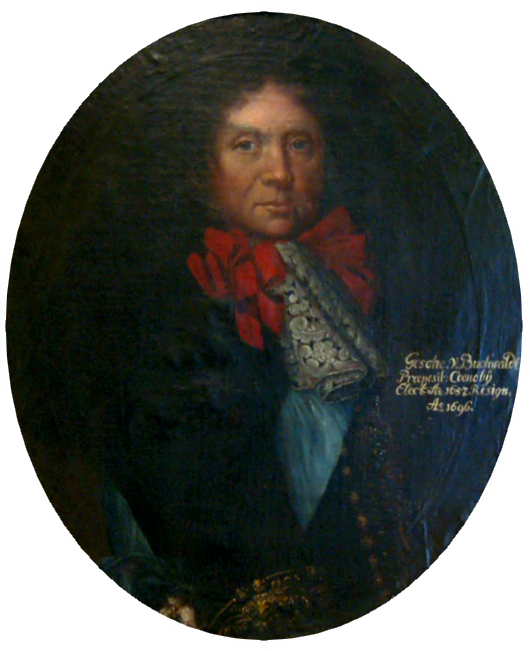
Gosche von Buchwaldt

Gosche von Buchwaldt (* 17. September 1624 vermutlich in Jersbek; † 27. November 1700 in Hamburg) war königlich-dänischer Hof-, Land- und Geheimrat; Gesandter und Ritter vom Elefanten-Orden (blauer Ritter; mit dem Wahlspruch: „Recte faciendo neminem timeas“ („Solange du recht tust, scheue niemand“)). Er besaß das schleswigsche Gut Olpenitz mit dem Meierhof Schönhagen in Schwansen, Kreis Eckernförde, und das holsteinische Marschgut Bekhof.

## Leben

### Eltern
Gosche von Buchwaldt war der Sohn Jaspers von Buchwaldt (* 1591; † 1629) und Anna Wensins (* 1596/1597; † 1674). Seine Mutter stammte vermutlich aus Hamburg. Ihr Vater war der herzogliche Landrat und Amtmann auf Gottorf, Gosche Wensin (* um 1562; † 1639); verheiratet 1589 mit Eibe Rantzau (* 1573; † 1610).
Er hatte einen Bruder Hans Adolph (* ca. 1620 vermutlich in Jersbek; † 16. März 1695 vermutlich ebenda), und eine Schwester Dorothea (* 20. April 1627; † 1. Mai 1681 in Dänisch-Nienhof), die in zweiter Ehe mit Bendix von Blome auf Deutsch-Nienhof, Dänisch-Nienhof und Kaltenhof (* 29. Juni 1627; † 27. März 1688 in Dänisch-Nienhof) verheiratet war.
Gosches Mutter führte nach dem Tod ihres Mannes 1629 mitten im Dreißigjährigen Krieg die Güter Jersbek und Stegen bis zur Rückkehr ihrer Söhne von deren Studienreisen.

### Zwei Ehen
Gosche von Buchwaldt heiratete am 6. Mai 1657 in erster Ehe Mette von Ahlefeldt (* 2. November 1627 in Slagelse/Seeland; † 8. März 1668 in Hamburg, begraben in der Ratskapelle der Nikolai-Kirche in Kiel), eine Tochter Friedrichs von Ahlefeldt auf Halb-Seegard/Halvsøgård, Grüngrift/Grøngrøft und Aarup/Årup (* 1594 - † 25. März 1657). In zweiter Ehe war er mit Augusta Maria Schmied (* 15. Mai 1665; † 12. November 1726), Tochter des Geheimen und Oberkammerdieners und späteren Amtsinspektors Joachim Schmidt (Schmieden), einer der auffälligsten Persönlichkeiten am Hof des Herzogs Christian Albrecht von Schleswig-Holstein-Gottorf, verheiratet.

### Leben
Gosche von Buchwaldt studierte 1647 und 1649 an den Universitäten in Orléans und in Rom. Die Erbfolge nach seinem Vater Jasper von Buchwaldt wurde nach einem am 13. September 1645 in Hamburg getroffenen „unvorgreiflichen Vorschlag“ durch das Los bestimmt, wobei der ältere Bruder Hans Adolph die Güter Jersbek und Stegen und Gosche die vereinbarten 42.000 Reichstaler Abtrittsgelder erhielten, womit er am 21. Januar 1663 das Gut Olpenitz kaufen konnte.
Nach seinem dramatischen Ausscheiden aus dem dänischen Staatsdienst lebte Gosche von Buchwaldt ab 1686 im familieneigenen Haus am Valentinskamp in Hamburg. Er ist am 27. November 1700 in Hamburg gestorben und in der Ratskapelle der Nikolaikirche in Kiel „schlicht und ohne Ceremonien“ in einem Sandsteinsarg neben seiner „hertzlich lieb gewesenen“ ersten Frau begraben worden. Seine zweite Frau wurde Alleinerbin.

## Abstammung
|  |                                                                         |  |  |  |  |  |  |  |  |  |  |  |  |  |  |  |
|  | Jasper von Buchwaldt (1591–1629)                                        |  |  |  |  |  |  |  |  |  |  |  |  |  |  |  |
|  |                                                                         |  |  |  |  |  |  |  |  |  |  |  |  |  |  |  |
|  |                                                                         |  |  |  |  |  |  |  |  |  |  |  |  |  |  |  |
|  | Gosche von Buchwaldt (1624–1700)                                        |  |  |  |  |  |  |  |  |  |  |  |  |  |  |  |
|  |                                                                         |  |  |  |  |  |  |  |  |  |  |  |  |  |  |  |
|  |                                                                         |  |  |  |  |  |  |  |  |  |  |  |  |  |  |  |
|  | Gosche Wensin (1562–1639) Landrat und Amtmann auf Gottorf               |  |  |  |  |  |  |  |  |  |  |  |  |  |  |  |
|  |                                                                         |  |  |  |  |  |  |  |  |  |  |  |  |  |  |  |
|  |                                                                         |  |  |  |  |  |  |  |  |  |  |  |  |  |  |  |
|  | Anna Wensin (1596–1674)                                                 |  |  |  |  |  |  |  |  |  |  |  |  |  |  |  |
|  |                                                                         |  |  |  |  |  |  |  |  |  |  |  |  |  |  |  |
|  |                                                                         |  |  |  |  |  |  |  |  |  |  |  |  |  |  |  |
|  | Eibe Rantzau (1573–1610)                                                |  |  |  |  |  |  |  |  |  |  |  |  |  |  |  |
|  |                                                                         |  |  |  |  |  |  |  |  |  |  |  |  |  |  |  |
|  |                                                                         |  |  |  |  |  |  |  |  |  |  |  |  |  |  |  |
|  | keine Kinder                                                            |  |  |  |  |  |  |  |  |  |  |  |  |  |  |  |
|  |                                                                         |  |  |  |  |  |  |  |  |  |  |  |  |  |  |  |
|  |                                                                         |  |  |  |  |  |  |  |  |  |  |  |  |  |  |  |
|  | 1. Friedrich von Ahlefeldt (1594–1657) 2. Joachim Schmidt               |  |  |  |  |  |  |  |  |  |  |  |  |  |  |  |
|  |                                                                         |  |  |  |  |  |  |  |  |  |  |  |  |  |  |  |
|  |                                                                         |  |  |  |  |  |  |  |  |  |  |  |  |  |  |  |
|  | 1. Mette von Ahlefeldt (1627–1668) 2. Augusta Maria Schmied (1665–1726) |  |  |  |  |  |  |  |  |  |  |  |  |  |  |  |
|  |                                                                         |  |  |  |  |  |  |  |  |  |  |  |  |  |  |  |
|  |                                                                         |  |  |  |  |  |  |  |  |  |  |  |  |  |  |  |

## Ämter, Titel und Ehrungen
Gosche von Buchwaldt wurde bereits 1647 im Alter von 23 Jahren von König Christian IV. zum „Rath vom Haus aus“ bestellt und war später Hof-, Land- und Geheimrat.
Nach Karl X. Gustavs Friedensbruch 1658 begab er sich nach Kopenhagen und wurde im November 1659 nach der Schlacht bei Nyborg als Hofrat zusammen mit Reichsrat Otto Krag zum Braunschweig-Lüneburgischen Herzog Christian Ludwig in Celle, Schwager des dänischen Königs Friedrich III., gesandt, um diesen zur Aufgabe Seiner Allianz mit Schweden zu bewegen. Dies gelang ihnen jedoch nicht. Krag und Buchwaldt setzten ihre Reise nach den Niederlanden mit dem Ziel fort, dass die Generalstaaten König Friedrich III. in seinem Bestreben für bessere Friedensbedingungen als im Frieden von Roskilde (26. Februar 1658) unterstützen würden. Sie konnten jedoch auch hier nichts Sonderliches ausrichten. Im Mai 1660 waren sie in außerordentlicher Mission beim König von England. Gosche von Buchwaldt hat 1660 während seiner Zeit als Gesandter in Holland verschiedene öffentliche Schriften sowohl in französischer als auch in niederländischer Sprache verfasst.
1667 fungierte Buchwaldt als Kommissar beim Sonderburg-Norburgischen Konkurs. Er lebte in der Folgezeit auf seinen Gütern Olpenitz und Schönhagen bei Schleswig, bis er 1676 königlich-dänischer Gesandter in Berlin wurde. Er sollte von Berlin aus Bündnis- und Friedenspolitik betreiben. Von Berlin wurde er Ende 1677 ins Herzogtum Braunschweig-Lüneburg-Celle versetzt, wo er bis 1679 wirkte. Dazwischen war er Gesandter in Brandenburg-Preußen, im Herzogtum Braunschweig-Lüneburg-Calenberg-Hannover, in Hamburg (1677/1678), in Münster (wahrscheinlich zur Beerdigung von Christoph Bernhard Freiherr von Galen, Fürstbischof von Münster) und im Bistum Osnabrück. Im April 1681 wurde er wieder nach Berlin gesandt, wo er am 31. Januar 1682 mit Kurfürst Friedrich Wilhelm ein zehnjähriges Defensiv-Bündnis zwischen Dänemark und Brandenburg abschloss. Er war 1683 zusammen mit Christian de Lente außerordentlicher Botschafter in England, um den Ehevertrag und die Mitgift des dänischen Prinzen Georg mit der englischen Prinzessin Anne zu regeln.
Nach seiner Rückkehr aus London war Buchwaldt 1684–1685 Mitglied der Kommission, die die Verhältnisse in Oldenburg ordnen sollte. Am 21. Juni 1684 nahm er in Itzehoe an einer Konferenz teil, in der dänische und hamburgische Deputierte sich vergeblich bemühten, zu einer Einigung bezüglich der Huldigung des dänischen Königs durch Hamburg und anderer Streitpunkte zu gelangen.
1686 brach Buchwaldts Karriere jäh ab. Nach dem Tod seines Schwagers, des Großkanzlers Friedrich von Ahlefeldt (* 1623 Seegard - † 7. Juli 1686), fanden die Kommissare, die dessen Papiere durchsehen sollten, in diesen eine Reihe von Buchwaldts Briefen, in denen dieser verschiedene Regierungshandlungen kritisiert und sich abfällig über mehrere leitende Minister geäußert hatte. Buchwaldt wurde in scharfer Form aufgefordert, sich entweder für sein ungebührliches Verhalten zu entschuldigen oder den Beweis für seine Äußerungen anzutreten. Er musste dann demütig Abbitte leisten und Kopenhagen in Richtung Hamburg verlassen.

## Klosterpropst zu Uetersen und Verbitter in Itzehoe
Nachdem Friedrich von Ahlefeldt (Gutsherr auf Seestermühe, Uetersener Klosterpropst von 1648–1657; † 1665) abgedankt hatte, wurde Buchwaldt im Herbst 1657 durch freie Wahl der Priörin und des Konvents zum neuen Propst des Klosters Uetersen gewählt. Margaretha von Ahlefeldt war während Buchwaldts Zeit als Klosterpropst Priörin des Klosters Uetersen. Die Glocke der Kirche von Seester aus dem Jahr 1668 enthält die Inschriften „GOSCHE VON BUCHWALDT“ und „MARGRETA VON ALEFELT“, und im Uetersener Propstenhaus hängt ein Bild von ihm. Am 13. März 1696 resignierte er „freiwillig … wegen hohen Alters“, nachdem er dem Kloster „39 Jahre rühmlichst vorgestanden“ hatte.
Bereits 1662 wurde er auch „zum Verbitter des Klosters Itzehoe erkohren“. Er lag danach in dauerndem Streit mit der Äbtissin Emerantia von Heest über die Verwaltung des Klosters Itzehoe. Es ging im Wesentlichen darum, ob die Äbtissin selbstherrlich Entscheidungen ohne die Zustimmung des Verbitters treffen oder sich Entscheidungen, die in der alleinigen Verantwortung des Verbitters lagen, anmaßen durfte. Buchwaldt bat um Klärung durch eine Kommission. Die im Juli 1664 in Kiel einberufene Kommission sah seine Gravamina im Wesentlichen als berechtigt an. Buchwaldt konnte während seiner langjährigen Dienste als Gesandter außerhalb Schleswig-Holsteins seine Aufgaben als Verbitter allerdings nicht ständig wahrnehmen.